# Breu història del temps
Breu història del temps, originalment i en anglès A Brief History of Time, és un conegut llibre de divulgació científica escrit pel físic anglès Stephen Hawking i publicat per primera vegada per Bantam Dell Publishing Group el 1988. Es va convertir en un èxit de vendes, amb més de deu milions d'exemplars en vint anys. Va ser en la primera posició de la llista de més venuts del London Sunday Times durant més de quatre anys i traduït a trenta-cinc idiomes l'any 2001. El 2005, el mateix Hawking i Leonard Mlodinow feren una versió simplificada d'aquest llibre anomenada Brevíssima història del temps (A Briefer History of Time).

## Contingut
El llibre pretén explicar conceptes de la cosmologia com el big-bang, els forats negres i els cons de llum a les persones no expertes, i també prova d'explicar una mica de matemàtiques complexes. L'autor comenta que el seu editor el va avisar que per cada fórmula matemàtica que hi inclogués perdria la meitat de públic, per això només en conté una: E=mc².